# Epicrionops columbianus
Espèce
Synonymes
- Rhinatrema columbianum Rendahl & Vestergren, 1939

Statut de conservation UICN

 EN  : En danger
Epicrionops columbianus est une espèce de gymnophiones de la famille des Rhinatrematidae.

## Répartition
Cette espèce est endémique de Colombie. Elle se rencontre entre 1 000 et 1 550 m d'altitude sur le versant pacifique de la Cordillère Occidentale à El Tambo dans le département de Cauca et à San José del Palmar dans le département de Chocó.

## Publication originale
- Rendahl & Vestergren, 1939 : Rhinatrema columbianum ein neuer Schleichenlurch aus Colombia. Arkiv för Zoologi, vol. 31, p. 1-5.